# موش‌های نقش‌دار
موش‌های نقش‌دار (نام علمی: Grammomys) نام یک سرده از زیرخانواده نیاموشان است.